# Beatlemanía

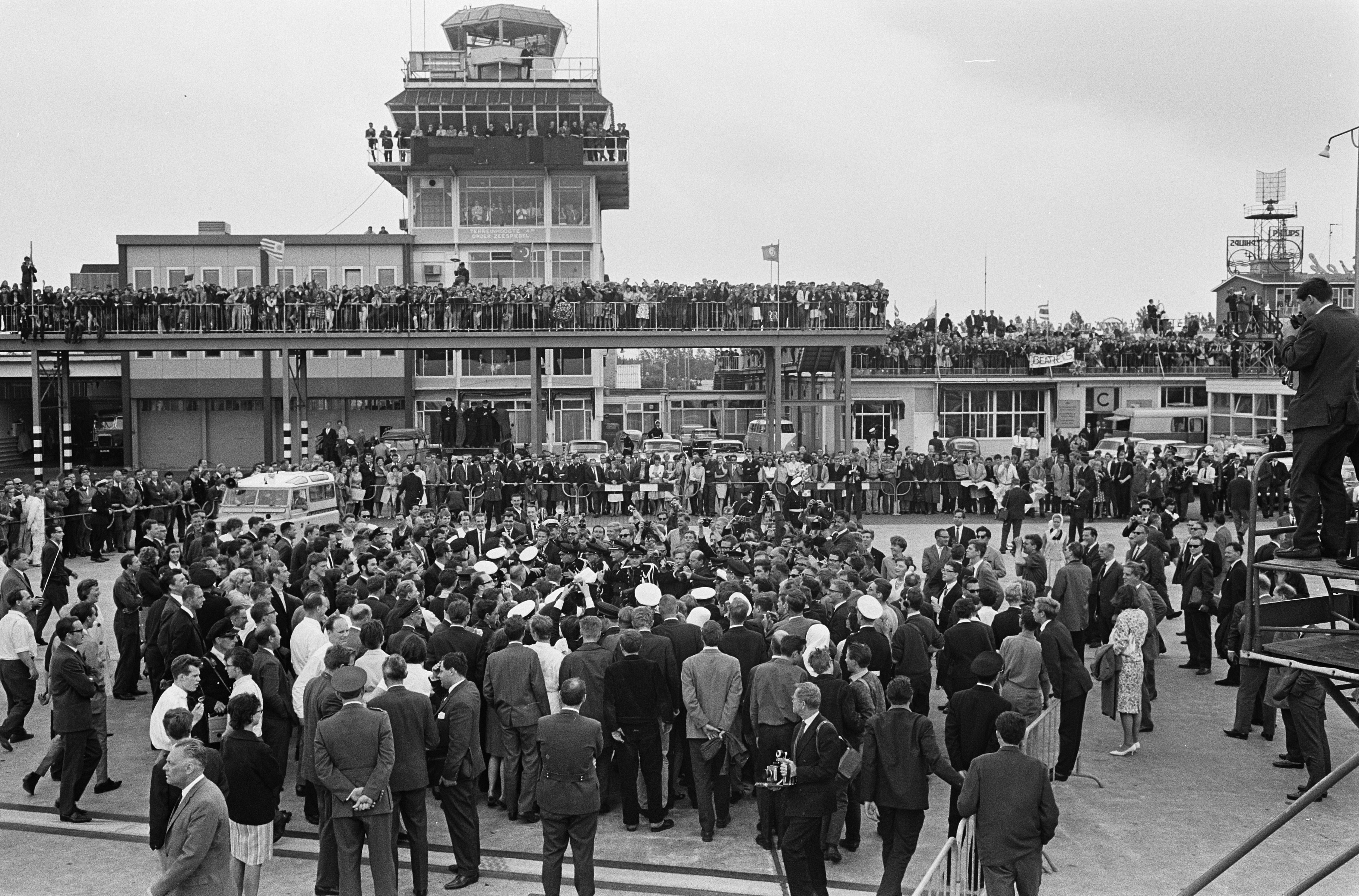
Miembros de los medios de comunicación rodeando el Aeropuerto de Ámsterdam-Schiphol a la espera de The Beatles en junio de 1964, mientras los fanes los esperan en lo alto de la terminal del aeropuerto.

Beatlemanía es un término que se utilizó durante la década de los años 1960, para describir el enorme interés demostrado -especialmente por los jóvenes- al cuarteto británico The Beatles en los primeros años de su éxito.

## Beatlemanía en el Reino Unido
The Beatles eran conocidos en el Reino Unido debido a sus actuaciones en el club de rock and roll The Cavern. La banda hizo su primera aparición en el club el 7 de agosto de 1957, bajo el nombre de The Quarrymen. Ahí interpretaban temas de rock and roll y canciones que pronto serían éxitos como Love Me Do. Sus actuaciones eran un éxito llegando a ser vistos por más de un centenar de personas y ser el grupo más pedido por los espectadores.
El 26 de noviembre de 1962 la banda grabó el sencillo, "Please Please Me", que llegó al número uno en la lista del NME. El siguiente sencillo, "From Me to You", publicado el 11 de abril de 1963, sí llegó finalmente al número uno en las cuatro listas más importantes del Reino Unido. La primera aparición de la banda en televisión fue en el programa People and Places, transmitido en vivo el 17 de octubre de 1962, en donde The Beatles interpretaron canciones como "Love Me Do" y "Ooh! My Soul". Su popularidad siguió creciendo desenfrenadamente, hasta tal punto, que este suceso fue apodado por la prensa con el nombre de "Beatlemania".

## Conquista de los Estados Unidos

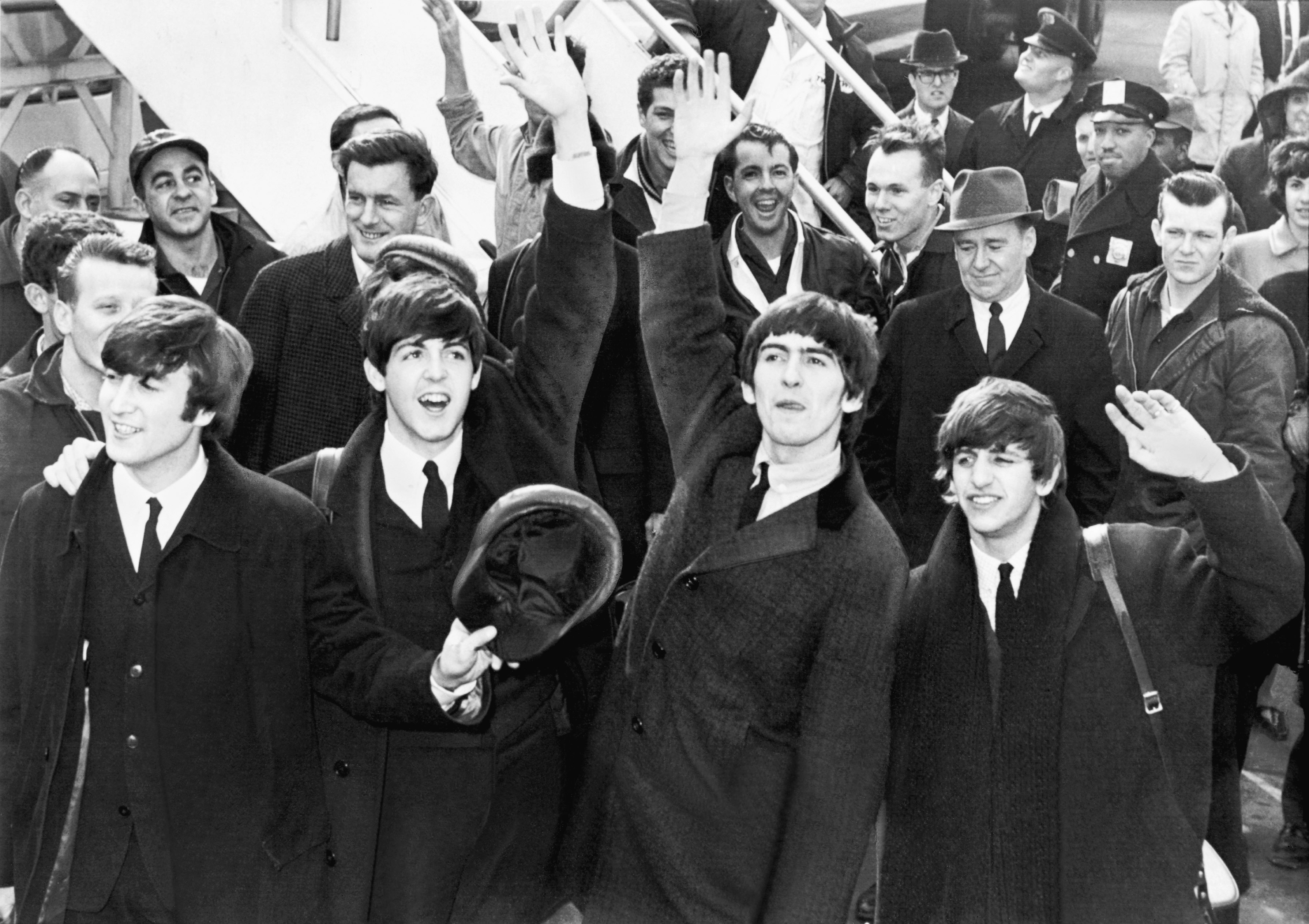
The Beatles a su llegada a los Estados Unidos por primera vez, el 7 de febrero de 1964.

The Beatles tomaron su primer vuelo a Estados Unidos el 7 de febrero de 1964, acompañados por fotógrafos y periodistas (incluida Maureen Cleave) para cubrir el evento. Arribaron en el recién rebautizado Aeropuerto Internacional John F. Kennedy de Nueva York, donde fueron recibidos por cerca de 4.000 seguidores.
Hicieron su primera aparición televisiva estadounidense en el The Ed Sullivan Show el 9 de febrero de 1964, siendo vistos por aproximadamente 74 millones de espectadores —casi la mitad de la población estadounidense de entonces—. Dos días más tarde, el 11 de febrero de 1964, actuaron en el Washington Coliseum de la capital de Estados Unidos, en lo que fue el primer concierto que dieron en suelo americano.
Después del éxito que los Beatles estaban teniendo en 1964, Vee-Jay Records y Swan aprovecharon los derechos que poseían sobre las primeras grabaciones del grupo, para volverlas a editar; todos estos temas alcanzarían esta vez el Top-10 estadounidense. Tres sencillos publicados por Capitol Records de Canadá (que empezó a editar también discos de los Beatles en febrero de 1963) y que fueron importados a los Estados Unidos, vendieron la suficiente cantidad como para lograr subir a las listas estadounidenses de éxito. El primer sencillo de los Beatles, "Love Me Do" (en la versión de Andy White a la batería), fue editado por el subsello de Vee Jay, Tollie Records, logrando alcanzar el nº 1 en las listas de Billboard. MGM y Atco sacaron también provecho de sus derechos sobre las tempranas grabaciones de los Beatles con Tony Sheridan, teniendo éxitos menores con "My Bonnie" y "Ain't She Sweet", esta última con John Lennon como vocalista principal.
En julio de 1965, la "Beatlemanía" vivió uno de sus puntos más altos durante su famoso concierto en el Shea Stadium. Muchas adolescentes y mujeres fueron vistas llorando, gritando, incluso desmayadas. El sonido era tan ensordecedor que ninguno de The Beatles (o cualquier otra persona) podían escuchar. Ni los amplificadores Vox de 100 watts diseñados especialmente para esta gira estaban lo suficientemente fuertes o cerca, así que utilizaron sistemas de amplificación caseros para la ocasión. John Lennon describió el ruido como "salvaje" y también dos veces más ensordecedor que cualquier otro show que The Beatles habían realizado.[cita requerida]

## Declive

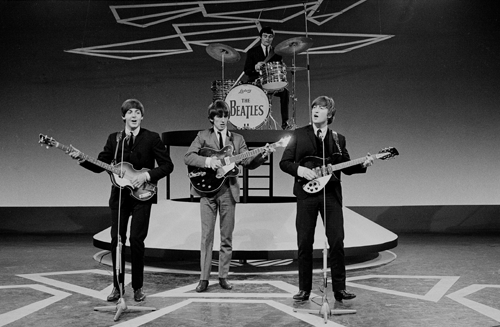
The Beatles con Jimmy Nicol, en la gira por Australia (1964).

A punto de comenzar la tercera gira por Estados Unidos, se encontraron con la reacción furibunda de grupos religiosos y conservadores de aquel país a un comentario que Lennon había hecho el marzo pasado: en una entrevista con la periodista británica Maureen Cleave, Lennon había opinado que la religión cristiana estaba por entonces en franco declive, y que The Beatles eran en ese momento más populares que Jesucristo. Poco después, una emisora de radio de Birmingham, Alabama, hizo circular la historia de la quema de discos de The Beatles, en lo que se consideraba era una broma. Sin embargo, alguna gente afiliada con las iglesias rurales del sur de Estados Unidos empezó a tomarse en serio dicha historia, comenzando a quemar los discos de The Beatles en plazas públicas de varias ciudades estadounidenses como protesta al comentario de Lennon. Bajo la intensa presión de los medios de comunicación de aquel país.
Lennon tuvo que disculparse públicamente por su comentario en una conferencia de prensa en Chicago el 11 de agosto de 1966, víspera de la primera actuación del grupo en la que llegaría a ser la última gira que darían The Beatles en su carrera. El día lunes 29 de agosto de 1966 The Beatles dieron su último concierto en un estadio. Ese día tocaron en el Candlestick Park de San Francisco ante aproximadamente 25.000 personas (el estadio tenía capacidad para 42.500) y el set de canciones duró solamente 33 minutos. A las 9:27 de la noche comenzó el set de The Beatles, que incluyó las siguientes canciones:
- "Rock and Roll Music".
- "She's a Woman".
- "If I Needed Someone".
- "Day Tripper".
- "Baby's in Black".
- "I Feel Fine".
- "Yesterday".
- "I Wanna Be Your Man".
- "Nowhere Man".
- "Paperback Writer".
- "Long Tall Sally".

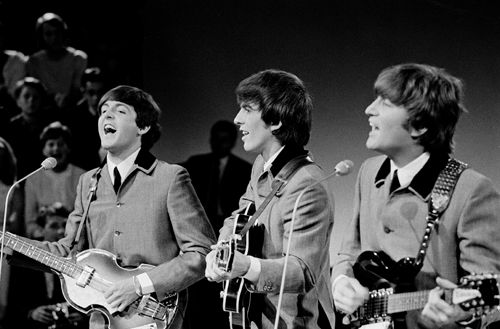
The Beatles en una presentación en Alemania (1964).

El concierto fue grabado en casi su totalidad a pedido de Paul, quedando afuera solamente una canción ya que se quedaron sin cinta. Hubo otro concierto en vivo, tres años y medio después (Concierto en la azotea), pero el de San Francisco se cuenta como el último por haber sido organizado en un estadio y con venta de entradas al público.
La decisión de terminar con las giras ya había sido tomada. Toda la banda sabía que este show era el último, y tal vez por eso John llevó consigo al escenario una cámara de fotos con las que retrató a los miembros de la banda.
La promoción del álbum de Capitol Yesterday and Today llegó a causar gran controversia en Estados Unidos, al mostrar el disco una portada con los miembros de la banda vestidos de carniceros y rodeados de piezas de carne y muñecas de plástico mutiladas. Pronto se tuvo que sustituir la portada por otra más convencional. Ya sin tener que hacer giras mundiales ni presentarse en televisión, los Beatles, se enfocaron en el estudio y crearon uno de los mejores álbumes de todos los tiempos, Revolver, contando con la producción de George Martin, fue muy innovador en su época por contar con una gran portada, solos de guitarra reproducidos al revés además del rock psicodélico y su entrada en la Cultura pop.

## Impacto cultural

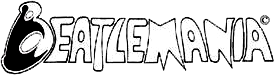
Logotipo de la revista Beatlemanía

El término “Beatlemanía” fue dado a todo el avance comercial y popular que la banda marco en ese año. Cada que sacaban un nuevo sencillo, los fanes no esperaban para ir a comprarlo, además de una muy buena publicidad en televisión, cine, radio, etc. Su llegada al continente americano solo fue la cereza del pastel para hacer de la “Beatlemanía” un fenómeno que sigue vivo actualmente. Bien lo decía Brian Epstein, mánager de la banda y por mucho tiempo considerado el quinto Beatle: "Los niños del 2000 seguirán escuchando a The Beatles".
Los únicos fenómenos fan equiparables a la beatlemanía fueron el producido por Elvis Presley en la década anterior, así como el producido por The Jackson 5 en la década posterior, extensible más tarde a la carrera en solitario de Michael Jackson en la década de los 80; en dicha década también tuvo lugar un fenómeno fan de comparable magnitud hacia la cantante y bailarina Madonna. De igual forma se ha dado un fenómeno de similar hacia Taylor Swift, considerándose en ocasiones un equivalente del siglo XXI de la beatlemanía y la jacksonmanía. 
La función de la publicidad, representa uno de los logros más notables de este sistema y es precisamente la que nos lleva a interesarnos por su actual estatuto en el seno de la sociedad y la cultura”. The Beatles eran conocidos en casi todo el mundo por la publicidad masiva que se les dio. Es importante saber el poder de la publicidad con los medios de comunicación correctos, en el caso de los Beatles, estos se convirtieron en uno de los ejes por los que los medios intentaban hallar información: todo lo que hacían se sabía inmediatamente en todas las regiones del planeta. Así fue como en todas partes aparecieron, bandas y jóvenes que querían ser como The Beatles.
The Beatles, además de tener temas con los que los jóvenes se identificaban, tenían un estilo muy particular de imagen, el cual fueron cambiando conforme su música evolucionaba, lo que pudo ser una estrategia inconsciente de su parte, pues a muchas personas les encantaba el estilo que mostraban ante todos. En sus inicios, su look ‘mod’, jóvenes en los que la buena presencia y el estrato social predominaban, ganó al público. Así llegaron a sus primeros y fieles seguidores que más tarde los acompañarían también en su estado ‘rocker’ en el que los estupefacientes fueron también objeto de sus temas y con los cuales también se crearon temas alrededor de las revoluciones sociales, así como un desacuerdo con la guerra de Vietnam, entre 1964 y 1975.
“De acuerdo a lo planteado por el sociólogo español Jesús Ibáñez, una de las principales transformaciones experimentadas por la publicidad en la transición desde el capitalismo de producción al capitalismo de consumo (las dos grandes etapas de su desarrollo), es que ésta pasa de estar centrada en la información a estar centrada en la expresión: no buscará más dar cuenta de las características “objetivas” de los productos sino que intentará dotarlos de una significación específica que sea coherente con la imagen que se pretende dar a la marca a la que pertenecen”
Un punto negativo notable a lo largo de su trayectoria publicitaria es que cada vez los productos que ofrecían carecían de calidad y originalidad, no cabe duda de que los mejores años de publicidad y consumo de productos del cuarteto fue en la primera mitad de la década de los 1960.
“A través del estudio empírico sobre el tipo de prácticas simbólicas de consumo cultural que predominan en el imaginario juvenil rockero de la ciudad, se pretende contribuir al desarrollo de las teorías sobre el consumo cultural, alejándonos de las visiones más tradicionales que lo conciben como consumo de objetos de arte o consumo de medios; al mismo tiempo que intentamos dar una lectura distinta de la visión estereotipada que habla de una juventud consumista, así como de las posturas telúricas y folkloristas de las identidades, al mostrar que de lo que se trata es de nuevas sociabilidades; de una experiencia cultural nueva –en tanto– nuevos modos de sentir y de percibir, de oír y de ver, que en muchos aspectos choca y rompe con el sensorium de los adultos”
El consumo cultural de los Beatles se ha ido cambiando, pues la beatlemanía de 1960 no es la misma que la actual, existen nuevos productos y nuevas formas de consumir al grupo, un ejemplo sería las organizaciones de eventos para que los que toquen versiones demuestren su talento beatlemaniáco.